# Virtual
O termo virtual vem do latim medieval Virtuale ou Virtualis, cujo radical Virtus foi mantido e significa: virtude, força ou potência.

## Significados
Na linguagem escrita o virtual aponta para os seguinte significados:

### Em Português[1]
- O que existe como faculdade, porém sem exercício ou efeito atual
- Que não existe como realidade, mas sim como potência ou faculdade
- O que é suscetível de se realizar, em potencial, como possibilidade viável
- Que equivale a outra coisa, podendo fazer as vezes desta, em virtude ou atividade
- O que está predeterminado, e contêm as condições para que seja realizado
- É sinônimo de possibilidade, teórico (sem consequência real)

### Em Anglo-saxão[1]
- Algo inexistente que provoca um efeito
- Algo que é tão próximo da verdade que, para a maior parte dos propósitos, sua existência pode ser considerada
- Algo que exista em essência ou efeito, mas que não é formalmente reconhecido ou admitido como tal
- Algo cuja existência só possa ser inferida por uma evidência indireta

A palavra 'virtual' acrescentou significado a vários substantivos que antes se relacionavam exclusivamente com o mundo real: Arte virtual, museu virtual, ambiente virtual de aprendizagem (AVA), estúdio virtual e assim por diante.
Pode-se ter uma ideia melhor do termo "virtual", e de suas implicações, utilizando-se a Semiótica perciana, que estuda o relacionamento dos fenômenos do universo.
O virtual é um espaço real como indica Pierre Lévy e nossa própria experiência do cotidiano no uso destas ferramentas comprova isso.
Todas as criações virtuais pressupunham uma imitação básica da realidade, no entanto os programadores, desenvolvedores de softwares, podem criar realidades que não correspondem com o que existe no mundo físico, como luzes que não geram sombras ou linhas que se projetam infinitamente retilíneas, o que contraria as curvaturas do espaço-tempo, proposto por Einstein.

## Psicologia
Virtualidade também pode ser pensado em termos psicossomáticos: onde o imaginário subjetivo começa a afetar diretamente o corpo. Virtualidade Psicossomática, em casos como o efeito placebo, desafia a noção de mente/corpo.

## Computação
A utilização da palavra virtual associada à simulação em computador não é recente. O Dicionário de Etimologia Online informa que o sentido de "fisicamente não existente, mas simulado por software" apareceu em 1959.
Por extensão, da definição filosófica original, o termo virtual passou a significar "modelagem com o auxílio do computador", onde os modelos computacionais assumem a equivalência do mundo físico ou o extrapolam. Assim, um mundo virtual modelos do mundo real com as estruturas 3D e realidade virtual procuram modelar a realidade, aumentando a um mundo virtual com mecanismos de movimentos dos olhos e das mãos. uma coisa muito importante são os conceitos  psicológicos que influencia muito um exemplo é o efeito placebo .